# Championnats du monde de patinage artistique 2003
Navigation
Mondiaux 2002 Mondiaux 2004
Les championnats du monde de patinage artistique 2003 ont lieu 24 au 30 mars 2003 au MCI Center de Washington DC aux États-Unis.
À partir de cette saison 2002/2003, les danseurs sur glace seniors ne présentent plus qu'une seule danse imposée au lieu de deux.

## Qualifications
Les patineurs sont éligibles à l'épreuve s'ils représentent une nation membre de l'Union internationale de patinage (International Skating Union en anglais) et s'ils ont atteint l'âge de 15 ans avant le 1er juillet 2002. Les fédérations nationales sélectionnent leurs patineurs en fonction de leurs propres critères.
Sur la base des résultats des championnats du monde 2002, l'Union internationale de patinage autorise chaque pays à avoir de une à trois inscriptions par discipline.
| Entrées                                                    | Messieurs                                     | Dames                         | Couples                 | Danse sur glace                                              |
| ---------------------------------------------------------- | --------------------------------------------- | ----------------------------- | ----------------------- | ------------------------------------------------------------ |
| 3                                                          | Russie États-Unis                             | Japon Russie États-Unis       | Chine Russie États-Unis | Canada Russie                                                |
| 2                                                          | Allemagne Australie Canada Chine France Japon | Canada Hongrie Italie Ukraine | Canada Pologne          | Allemagne Bulgarie France Israël Lituanie Ukraine États-Unis |
| Les pays non listés dans ce tableau ont droit à une entrée |                                               |                               |                         |                                                              |

Pour la onzième année, l'Union internationale de patinage impose une ronde des qualifications pour les catégories individuelles masculine et féminine. Les qualifications sont divisées en deux groupes A et B. Pour les mondiaux 2003, le top 15 de chaque groupe accède au programme court, puis le top 24 accède au programme libre. Les scores des qualifications comptent pour le score final. 
En danse sur glace, la danse imposée s'est effectuée en deux groupes A et B. Le groupe A a patiné sa danse imposée en premier, puis le groupe B. La danse imposée était la valse autrichienne.

## Podiums
| Épreuves                            | Or                               | Argent                              | Bronze                           |
| ----------------------------------- | -------------------------------- | ----------------------------------- | -------------------------------- |
| Messieurs résultats détaillés       | Evgeni Plushenko                 | Timothy Goebel                      | Takeshi Honda                    |
| Dames résultats détaillés           | Michelle Kwan                    | Ielena Sokolova                     | Fumie Suguri                     |
| Couples résultats détaillés         | Shen Xue / Zhao Hongbo           | Tatiana Totmianina / Maksim Marinin | Maria Petrova / Aleksey Tikhonov |
| Danse sur glace résultats détaillés | Shae-Lynn Bourne / Victor Kraatz | Irina Lobatcheva / Ilia Averboukh   | Albena Denkova / Maxim Staviski  |

## Tableau des médailles
| Rang  | Nation     | Or | Argent | Bronze | Total |
| ----- | ---------- | -- | ------ | ------ | ----- |
| 1     | Russie     | 1  | 3      | 1      | 5     |
| 2     | États-Unis | 1  | 1      | 0      | 2     |
| 3     | Canada     | 1  | 0      | 0      | 1     |
| 3     | Chine      | 1  | 0      | 0      | 1     |
| 5     | Japon      | 0  | 0      | 2      | 2     |
| 6     | Bulgarie   | 0  | 0      | 1      | 1     |
| Total | Total      | 4  | 4      | 4      | 12    |

## Détails des compétitions
Pour la saison 2002/2003, les calculs des points se font selon la méthode suivante :
- chez les Messieurs et les Dames (0.4 point par place pour les qualifications, 0.6 point par place pour le programme court, 1 point par place pour le programme libre)
- chez les Couples artistiques (0.5 point par place pour le programme court, 1 point par place pour le programme libre)
- en danse sur glace (0.4 point par place pour la danse imposée, 0.6 point par place pour la danse originale, 1 point par place pour la danse libre)

### Messieurs
| Rang                                        | Nom                  | Nation       | Points | Qualif. B | Qualif. A | Prog. court | Prog. libre |
| ------------------------------------------- | -------------------- | ------------ | ------ | --------- | --------- | ----------- | ----------- |
| 1                                           | Evgeni Plushenko     | Russie       | 2.0    |           | 1         | 1           | 1           |
| 2                                           | Timothy Goebel       | États-Unis   | 4.0    |           | 2         | 2           | 2           |
| 3                                           | Takeshi Honda        | Japon        | 5.6    | 2         |           | 3           | 3           |
| 4                                           | Li Chengjiang        | Chine        | 8.0    |           | 4         | 4           | 4           |
| 5                                           | Michael Weiss        | États-Unis   | 8.4    | 1         |           | 5           | 5           |
| 6                                           | Brian Joubert        | France       | 13.2   | 9         |           | 6           | 6           |
| 7                                           | Sergei Davydov       | Biélorussie  | 13.6   | 6         |           | 7           | 7           |
| 8                                           | Emanuel Sandhu       | Canada       | 16.0   |           | 5         | 10          | 8           |
| 9                                           | Ilia Klimkin         | Russie       | 20.4   | 4         |           | 13          | 11          |
| 10                                          | Stéphane Lambiel     | Suisse       | 20.8   |           | 3         | 16          | 10          |
| 11                                          | Zhang Min            | Chine        | 21.8   | 5         |           | 18          | 9           |
| 12                                          | Stanislav Timchenko  | Russie       | 22.8   | 8         |           | 11          | 13          |
| 13                                          | Ryan Jahnke          | États-Unis   | 24.6   | 3         |           | 9           | 18          |
| 14                                          | Ivan Dinev           | Bulgarie     | 25.2   | 7         |           | 14          | 14          |
| 15                                          | Jeffrey Buttle       | Canada       | 26.2   |           | 6         | 8           | 19          |
| 16                                          | Stanick Jeannette    | France       | 28.0   | 12        |           | 12          | 16          |
| 17                                          | Andrejs Vlascenko    | Allemagne    | 29.0   |           | 11        | 21          | 12          |
| 18                                          | Gheorghe Chiper      | Roumanie     | 30.4   |           | 8         | 17          | 17          |
| 19                                          | Kevin Van Der Perren | Belgique     | 31.0   |           | 7         | 22          | 15          |
| 20                                          | Roman Skorniakov     | Ouzbékistan  | 33.0   | 10        |           | 15          | 20          |
| 21                                          | Vakhtang Murvanidze  | Géorgie      | 37.0   |           | 9         | 19          | 22          |
| 22                                          | Tomáš Verner         | Tchéquie     | 37.4   | 11        |           | 20          | 21          |
| 23                                          | Silvio Smalun        | Allemagne    | 42.0   |           | 10        | 25          | 23          |
| 24                                          | Gregor Urbas         | Slovénie     | 43.0   | 13        |           | 23          | 24          |
| Patineurs éliminés après le programme court |                      |              |        |           |           |             |             |
| 25                                          | Karel Zelenka        | Italie       |        | 14        |           | 24          | NC          |
| 26                                          | Sergei Kotov         | Israël       |        |           | 13        | 27          | NC          |
| 27                                          | Zoltán Tóth          | Hongrie      |        | 15        |           | 26          | NC          |
| 28                                          | Ari-Pekka Nurmenkari | Finlande     |        |           | 12        | 28          | NC          |
| 29                                          | Juraj Sviatko        | Slovaquie    |        |           | 14        | 29          | NC          |
| 30                                          | Konstantin Tupikov   | Ukraine      |        |           | 15        | 30          | NC          |
| Patineurs éliminés après les qualifications |                      |              |        |           |           |             |             |
| 31                                          | Kristoffer Berntsson | Suède        |        | 16        |           | NC          | NC          |
| 31                                          | Maciej Kuś           | Pologne      |        |           | 16        | NC          | NC          |
| 33                                          | Yon Garcia           | Espagne      |        |           | 17        | NC          | NC          |
| 33                                          | Lee Dong-whun        | Corée du Sud |        | 17        |           | NC          | NC          |
| 35                                          | Clemens Jonas        | Autriche     |        | 18        |           | NC          | NC          |
| 35                                          | Aidas Reklys         | Lituanie     |        |           | 18        | NC          | NC          |
| 37                                          | Bradley Santer       | Australie    |        |           | 19        | NC          | NC          |
| 37                                          | Manuel Segura        | Mexique      |        | 19        |           | NC          | NC          |
| 39                                          | Sean Carlow          | Australie    |        | 20        |           | NC          | NC          |
| 39                                          | Aramais Grigorian    | Arménie      |        |           | 20        | NC          | NC          |

### Dames
| Rang                                          | Nom                     | Nation         | Points | Qualif. A | Qualif. B | Prog. court | Prog. libre |
| --------------------------------------------- | ----------------------- | -------------- | ------ | --------- | --------- | ----------- | ----------- |
| 1                                             | Michelle Kwan           | États-Unis     | 2.0    | 1         |           | 1           | 1           |
| 2                                             | Ielena Sokolova         | Russie         | 4.0    | 2         |           | 2           | 2           |
| 3                                             | Fumie Suguri            | Japon          | 6.2    |           | 1         | 3           | 4           |
| 4                                             | Sasha Cohen             | États-Unis     | 6.6    | 3         |           | 6           | 3           |
| 5                                             | Viktoria Volchkova      | Russie         | 9.2    |           | 3         | 5           | 5           |
| 6                                             | Sarah Hughes            | États-Unis     | 13.2   | 6         |           | 8           | 6           |
| 7                                             | Elena Liashenko         | Ukraine        | 14.2   | 5         |           | 7           | 8           |
| 8                                             | Shizuka Arakawa         | Japon          | 15.2   | 4         |           | 11          | 7           |
| 9                                             | Jennifer Robinson       | Canada         | 15.2   |           | 2         | 9           | 9           |
| 10                                            | Carolina Kostner        | Italie         | 17.0   |           | 9         | 4           | 11          |
| 11                                            | Yoshie Onda             | Japon          | 23.8   |           | 4         | 12          | 15          |
| 12                                            | Alisa Drei              | Finlande       | 24.0   | 8         |           | 18          | 10          |
| 13                                            | Ludmila Nelidina        | Russie         | 24.0   |           | 5         | 15          | 13          |
| 14                                            | Júlia Sebestyén         | Hongrie        | 24.0   | 10        |           | 10          | 14          |
| 15                                            | Julia Lautowa           | Autriche       | 27.0   | 12        |           | 17          | 12          |
| 16                                            | Galina Maniachenko      | Ukraine        | 27.2   |           | 7         | 14          | 16          |
| 17                                            | Joannie Rochette        | Canada         | 32.2   | 9         |           | 16          | 19          |
| 18                                            | Fang Dan                | Chine          | 32.6   | 7         |           | 13          | 22          |
| 19                                            | Sarah Meier             | Suisse         | 35.2   | 13        |           | 20          | 18          |
| 20                                            | Mojca Kopač             | Slovénie       | 35.4   |           | 13        | 22          | 17          |
| 21                                            | Jenna McCorkell         | Royaume-Uni    | 35.8   | 11        |           | 19          | 20          |
| 22                                            | Anne-Sophie Calvez      | France         | 36.0   |           | 6         | 21          | 21          |
| 23                                            | Anastasia Gimazetdinova | Ouzbékistan    | 41.0   |           | 8         | 23          | 24          |
| 24                                            | Idora Hegel             | Croatie        | 43.2   |           | 10        | 27          | 23          |
| Patineuses éliminées après le programme court |                         |                |        |           |           |             |             |
| 25                                            | Sara Falotico           | Belgique       |        | 15        |           | 24          | NC          |
| 26                                            | Miriam Manzano          | Australie      |        | 14        |           | 25          | NC          |
| 27                                            | Olga Vassiljeva         | Estonie        |        |           | 15        | 26          | NC          |
| 28                                            | Vanessa Giunchi         | Italie         |        |           | 12        | 28          | NC          |
| 29                                            | Johanna Goetesson       | Suède          |        |           | 11        | 29          | NC          |
| 30                                            | Tuğba Karademir         | Turquie        |        |           | 14        | 30          | NC          |
| Patineuses éliminées après les qualifications |                         |                |        |           |           |             |             |
| 31                                            | Tamara Dorofejev        | Hongrie        |        | 16        |           | NC          | NC          |
| 31                                            | Daria Timoshenko        | Azerbaïdjan    |        |           | 16        | NC          | NC          |
| 33                                            | Zuzana Babiaková        | Slovaquie      |        | 17        |           | NC          | NC          |
| 33                                            | Gintarė Vostrecovaitė   | Lituanie       |        |           | 17        | NC          | NC          |
| 35                                            | Lucie Krausová          | Tchéquie       |        | 18        |           | NC          | NC          |
| 35                                            | Georgina Papavasiliou   | Grèce          |        |           | 18        | NC          | NC          |
| 37                                            | Diane Chen              | Taipei chinois |        |           | 19        | NC          | NC          |
| 37                                            | Roxana Luca             | Roumanie       |        | 19        |           | NC          | NC          |
| 39                                            | Ana Cecilia Cantu       | Mexique        |        | 20        |           | NC          | NC          |
| 39                                            | Hristina Vassileva      | Bulgarie       |        |           | 20        | NC          | NC          |
| 41                                            | Cho Hae-lyeum           | Corée du Sud   |        |           | 21        | NC          | NC          |
| 41                                            | Shirene Human           | Afrique du Sud |        | 21        |           | NC          | NC          |

### Couples
| Rang                                    | Nom                                   | Nation      | Points | Prog. court | Prog. libre |
| --------------------------------------- | ------------------------------------- | ----------- | ------ | ----------- | ----------- |
| 1                                       | Shen Xue / Zhao Hongbo                | Chine       | 2.0    | 2           | 1           |
| 2                                       | Tatiana Totmianina / Maksim Marinin   | Russie      | 2.5    | 1           | 2           |
| 3                                       | Maria Petrova / Aleksey Tikhonov      | Russie      | 4.5    | 3           | 3           |
| 4                                       | Pang Qing / Tong Jian                 | Chine       | 8.0    | 8           | 4           |
| 5                                       | Anabelle Langlois / Patrice Archetto  | Canada      | 8.0    | 6           | 5           |
| 6                                       | Zhang Dan / Zhang Hao                 | Chine       | 9.5    | 7           | 6           |
| 7                                       | Dorota Zagórska / Mariusz Siudek      | Pologne     | 9.5    | 5           | 7           |
| 8                                       | Julia Obertas / Alexei Sokolov        | Russie      | 10.0   | 4           | 8           |
| 9                                       | Tiffany Scott / Philip Dulebohn       | États-Unis  | 15.5   | 13          | 9           |
| 10                                      | Rena Inoue / John Baldwin             | États-Unis  | 15.5   | 11          | 10          |
| 11                                      | Kateřina Beránková / Otto Dlabola     | Tchéquie    | 17.0   | 10          | 12          |
| 12                                      | Sarah Abitbol / Stéphane Bernadis     | France      | 17.5   | 9           | 13          |
| 13                                      | Jacinthe Larivière / Lenny Faustino   | Canada      | 18.5   | 15          | 11          |
| 14                                      | Yuko Kavaguti / Alexander Markuntsov  | Japon       | 20.0   | 12          | 14          |
| 15                                      | Eva-Maria Fitze / Rico Rex            | Allemagne   | 23.0   | 16          | 15          |
| 16                                      | Kathryn Orscher / Garrett Lucash      | États-Unis  | 23.0   | 14          | 16          |
| 17                                      | Tatiana Volosozhar / Petro Kharchenko | Ukraine     | 25.5   | 17          | 17          |
| 18                                      | Maria Guerassimenko / Vladimir Futas  | Slovaquie   | 27.0   | 18          | 18          |
| 19                                      | Diana Rennik / Aleksei Saks           | Estonie     | 28.5   | 19          | 19          |
| 20                                      | Marina Aganina / Artem Knyazev        | Ouzbékistan | 30.0   | 20          | 20          |
| Couple éliminé après le programme court |                                       |             |        |             |             |
| 21                                      | Olga Boguslavska / Andrei Brovenko    | Lettonie    |        | 21          | NC          |

### Danse sur glace
| Rang                                               | Nom                                       | Nation      | Points | Danse imposée Groupe A | Danse imposée Groupe B | Danse originale | Danse libre |
| -------------------------------------------------- | ----------------------------------------- | ----------- | ------ | ---------------------- | ---------------------- | --------------- | ----------- |
| 1                                                  | Shae-Lynn Bourne / Victor Kraatz          | Canada      | 2.6    |                        | 1                      | 2               | 1           |
| 2                                                  | Irina Lobatcheva / Ilia Averboukh         | Russie      | 3.0    | 1                      |                        | 1               | 2           |
| 3                                                  | Albena Denkova / Maxim Staviski           | Bulgarie    | 5.6    |                        | 2                      | 3               | 3           |
| 4                                                  | Tatiana Navka / Roman Kostomarov          | Russie      | 7.6    |                        | 3                      | 4               | 4           |
| 5                                                  | Olena Hrushyna / Ruslan Honcharov         | Ukraine     | 8.8    | 2                      |                        | 5               | 5           |
| 6                                                  | Galit Chait / Sergei Sakhnovski           | Israël      | 10.8   | 3                      |                        | 6               | 6           |
| 7                                                  | Tanith Belbin / Benjamin Agosto           | États-Unis  | 12.8   |                        | 4                      | 7               | 7           |
| 8                                                  | Naomi Lang / Peter Tchernyshev            | États-Unis  | 14.4   | 4                      |                        | 8               | 8           |
| 9                                                  | Isabelle Delobel / Olivier Schoenfelder   | France      | 16.4   | 5                      |                        | 9               | 9           |
| 10                                                 | Marie-France Dubreuil / Patrice Lauzon    | Canada      | 18.0   |                        | 5                      | 10              | 10          |
| 11                                                 | Federica Faiella / Massimo Scali          | Italie      | 20.0   |                        | 6                      | 11              | 11          |
| 12                                                 | Megan Wing / Aaron Lowe                   | Canada      | 22.0   | 7                      |                        | 12              | 12          |
| 13                                                 | Kristin Fraser / Igor Lukanin             | Azerbaïdjan | 23.2   | 6                      |                        | 13              | 13          |
| 14                                                 | Natalia Gudina / Alexei Beletski          | Israël      | 25.6   |                        | 8                      | 14              | 14          |
| 15                                                 | Oksana Domnina / Maksim Chabaline         | Russie      | 26.8   |                        | 7                      | 15              | 15          |
| 16                                                 | Veronika Morávková / Jiří Procházka       | Tchéquie    | 28.8   | 8                      |                        | 16              | 16          |
| 17                                                 | Zhang Weina / Cao Xiaoming                | Chine       | 31.4   |                        | 9                      | 18              | 17          |
| 18                                                 | Nóra Hoffmann / Attila Elek               | Hongrie     | 31.8   | 9                      |                        | 17              | 18          |
| 19                                                 | Pamela O'Conner / Jonathon O'Dougherty    | Royaume-Uni | 34.8   |                        | 11                     | 19              | 19          |
| 20                                                 | Nozomi Watanabe / Akiyuki Kido            | Japon       | 36.0   | 10                     |                        | 20              | 20          |
| 21                                                 | Jessica Huot / Juha Valkama               | Finlande    | 39.2   | 11                     |                        | 23              | 21          |
| 22                                                 | Julia Golovina / Oleg Voiko               | Ukraine     | 39.6   |                        | 10                     | 21              | 23          |
| 23                                                 | Roxane Petetin / Matthieu Jost            | France      | 40.0   |                        | 12                     | 22              | 22          |
| 24                                                 | Anastasia Grebenkina / Vazgen Azroyan     | Arménie     | 43.2   | 12                     |                        | 24              | 24          |
| Couples de danse éliminés après la danse originale |                                           |             |        |                        |                        |                 |             |
| 25                                                 | Natalie Buck / Trent Nelson-Bond          | Australie   |        |                        | 13                     | 25              | NC          |
| 26                                                 | Marina Timofeieva / Evgeni Striganov      | Estonie     |        |                        | 14                     | 26              | NC          |
| 27                                                 | Agnieszka Dulej / Sławomir Janicki        | Pologne     |        | 13                     |                        | 27              | NC          |
| 28                                                 | Clover Mory Zatzman / Aurimas Radisauskas | Lituanie    |        |                        | 15                     | 28              | NC          |
| 29                                                 | Tatiana Siniaver / Tornike Tukvadze       | Géorgie     |        | 14                     |                        | 29              | NC          |